# Neohebestola
Neohebestola es un género de escarabajos longicornios de la tribu Forsteriini.

## Especies
- Neohebestola apicalis (Fairmaire & Germain, 1859)
- Neohebestola brasiliensis (Fontes & Martins, 1977)
- Neohebestola concolor (Fabricius, 1798)
- Neohebestola humeralis (Blanchard, 1851)
- Neohebestola luchopegnai Martins & Galileo, 1989
- Neohebestola parvula (Blanchard, 1851)
- Neohebestola petrosa (Blanchard, 1851)
- Neohebestola vitticollis (Blanchard, 1851)